# الهميلية
قرية الهميلية تقع في غرب منطقة القصيم على طريق المدينة المنورة القصيم السريع

## التاريخ
هي قرية قديمة وحدث في آحداث مهمة مثال معركة الهميلية المشهورة وأول من استوطن الهميلية هم السهلية من عوف وهي الآن قرية عامرة بسكان وفيه بعض الخدمات الحكومية ويمر من عندة شعيب الهميلية وجبل طمية قريب منها

## السكان
سكانها هم السهلية من بني عوف من قبيلة حرب

## الموقع الجغرافي
تقع غرب محافظة عقلة الصقور بحوالي 45 كم. وتبعد عن مدينة بريدة حوالي 242 كم.

## المناخ
المناخ قاري صحراوي، حار جاف صيفًا بارد مُمطر شتاء، وتبلغ درجة الحرارة صيفًا 45°م، وفي الشتاء تصل 3- مادون الصفر ومتوسط سقوط المطر 145 ملم.